# NGC 4982
NGC 4982 – asteryzm składający się z czterech gwiazd, znajdujący się w gwiazdozbiorze Panny. Skatalogował go Wilhelm Tempel w roku 1878, błędnie sądząc, że to obiekt typu mgławicowego.